# Cyphostemma vanmeelii
Cyphostemma vanmeelii là một loài thực vật hai lá mầm trong họ Nho. Loài này được (Lawalrée) Wild & R.B.Drumm. miêu tả khoa học đầu tiên năm 1961.